# Porkeri
Porkeri is een dorp dat behoort tot de gemeente Porkeri in het oosten van het eiland Suðuroy op de Faeröer. Porkeri heeft 273 inwoners. De postcode is FO 950. Er wordt verteld dat in vroegere tijden een grensgeschil tussen Porkeri en het naburige dorp Hov werd opgelost door een loopwedstrijd te organiseren tussen twee mannen die elk afkomstig waren uit een van de dorpen.

## Afbeeldingen

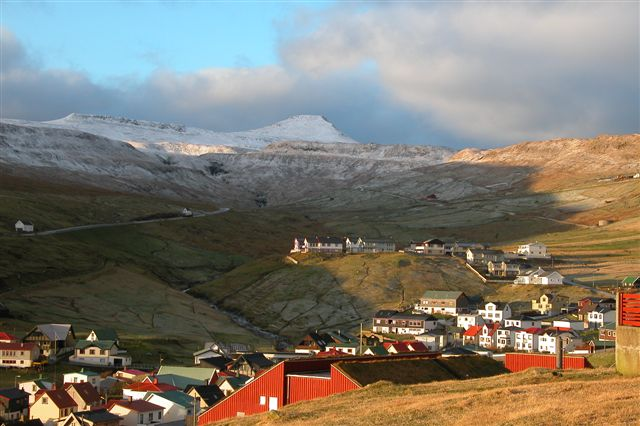
Porkeri, dorp
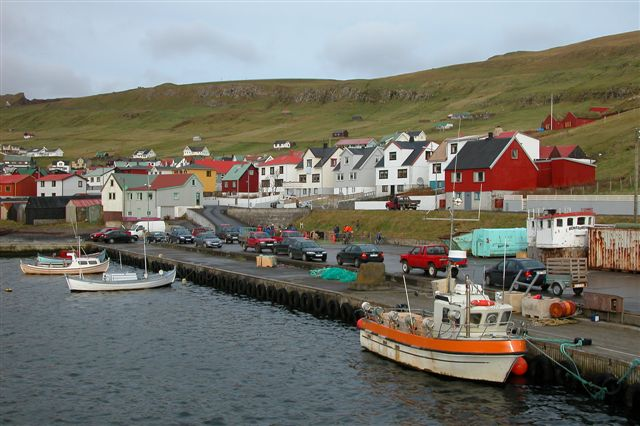
Porkeri, haven
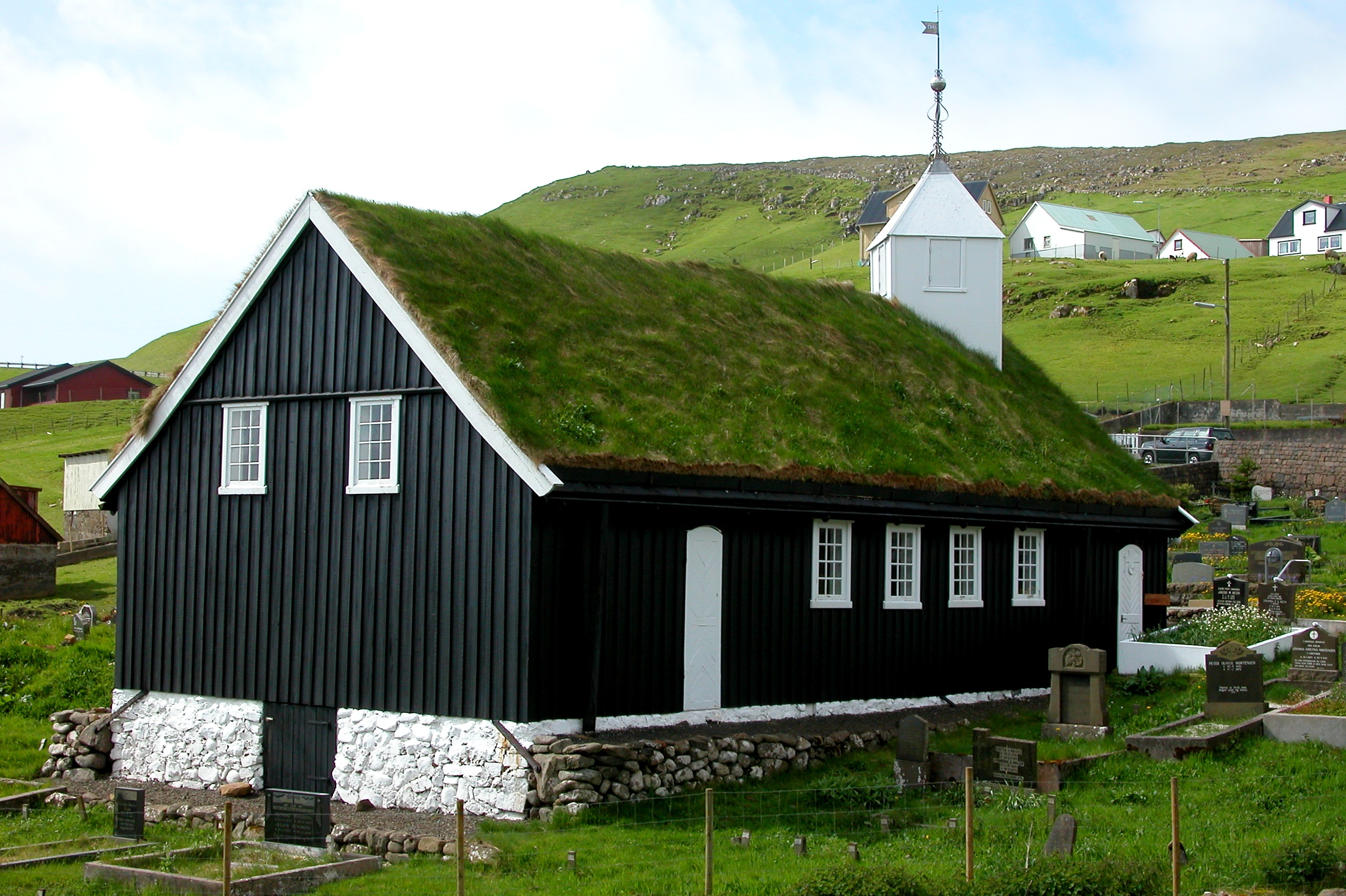
De uit 1847 daterende kerk